# 正龍寺 (埼玉県寄居町)
正龍寺（しょうりゅうじ）は、埼玉県大里郡寄居町にある曹洞宗の寺院。

## 概要
中世に栄えた豪族の藤田氏の菩提寺として創立された。
寺院内墓地には北条氏邦夫妻と、氏邦の養父である藤田康邦夫妻の墓が四基並ぶように安置され、埼玉県指定史跡になっている。

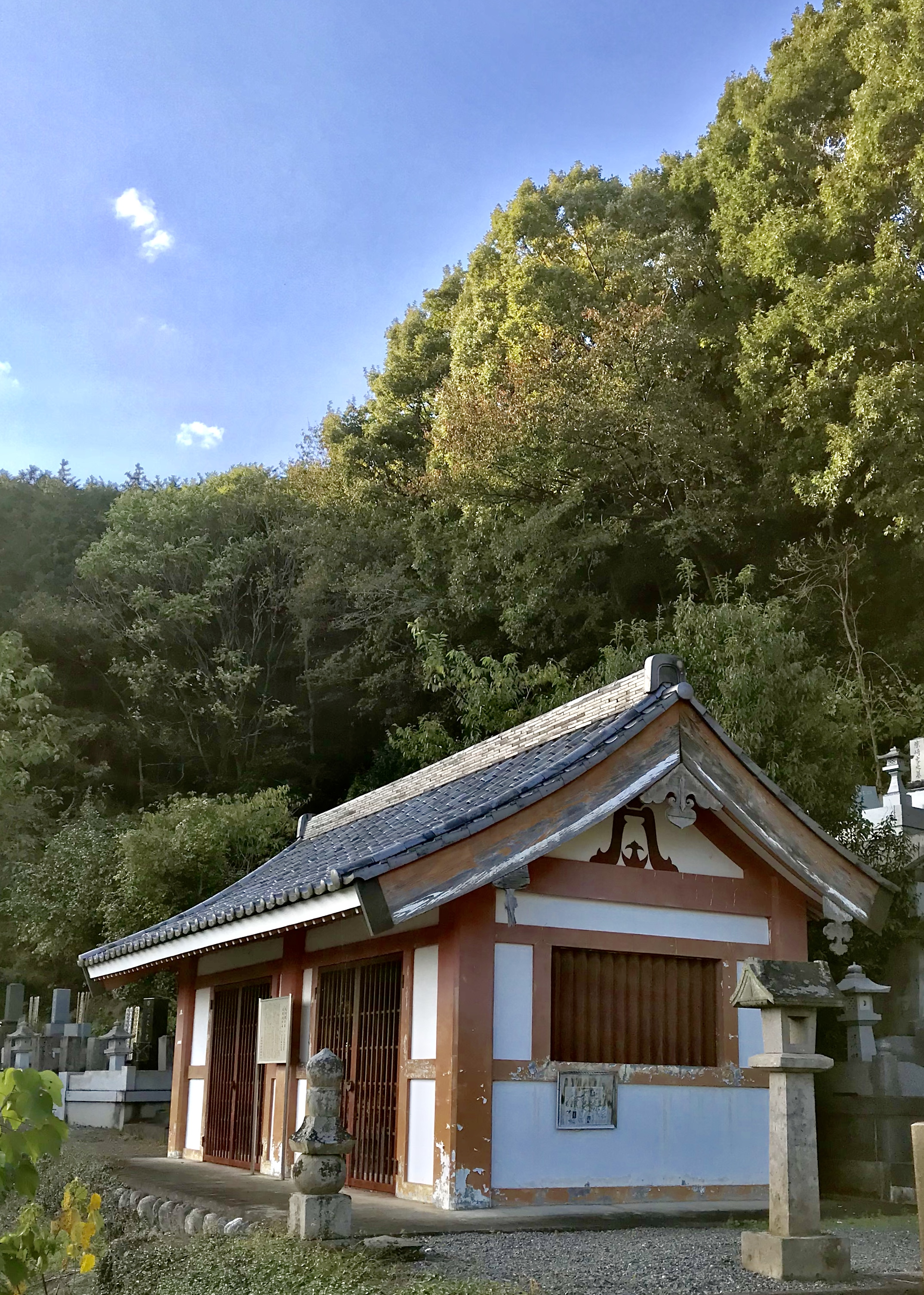
藤田康邦夫妻、北条氏邦夫妻の墓

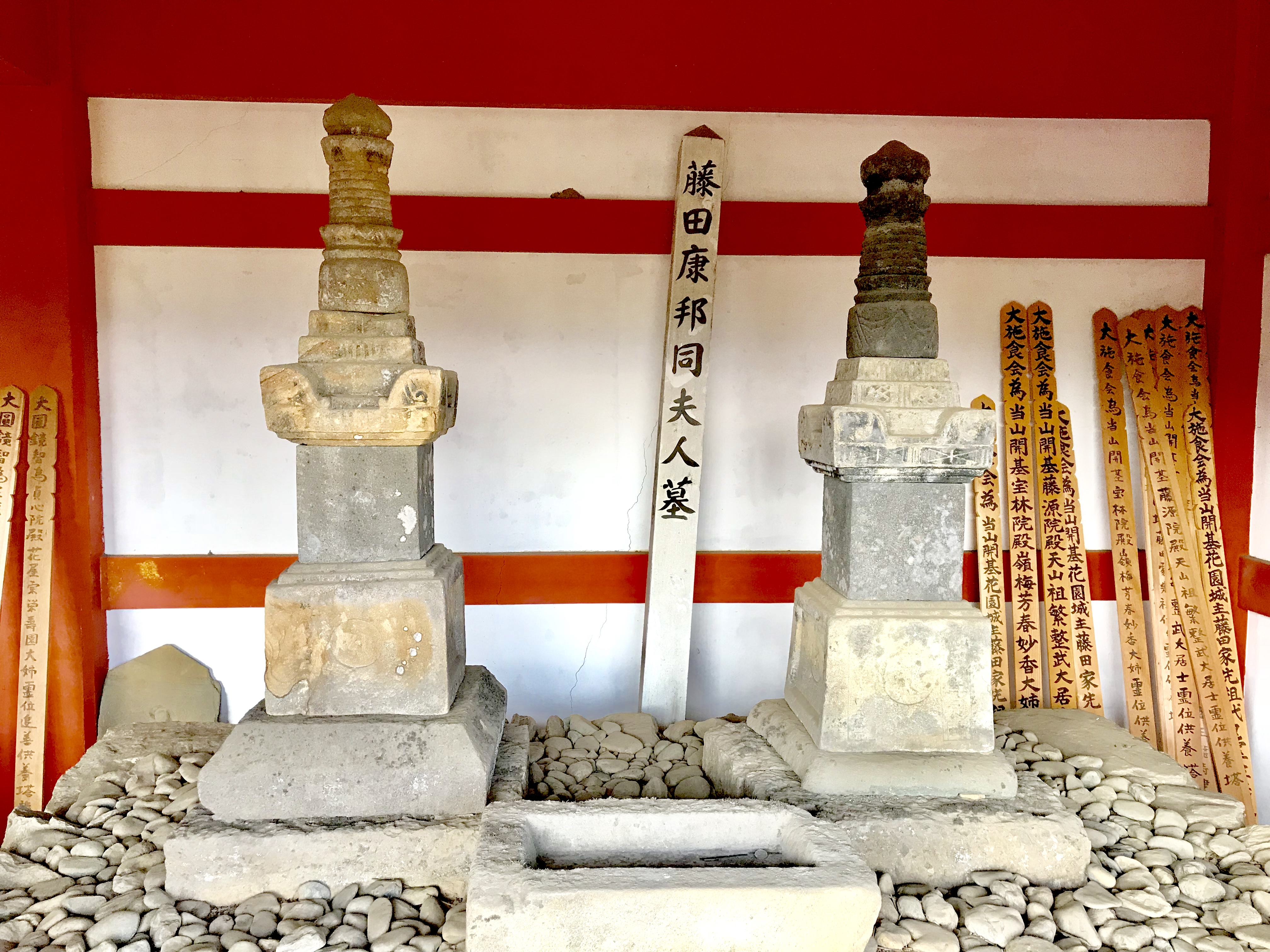
藤田康邦夫妻

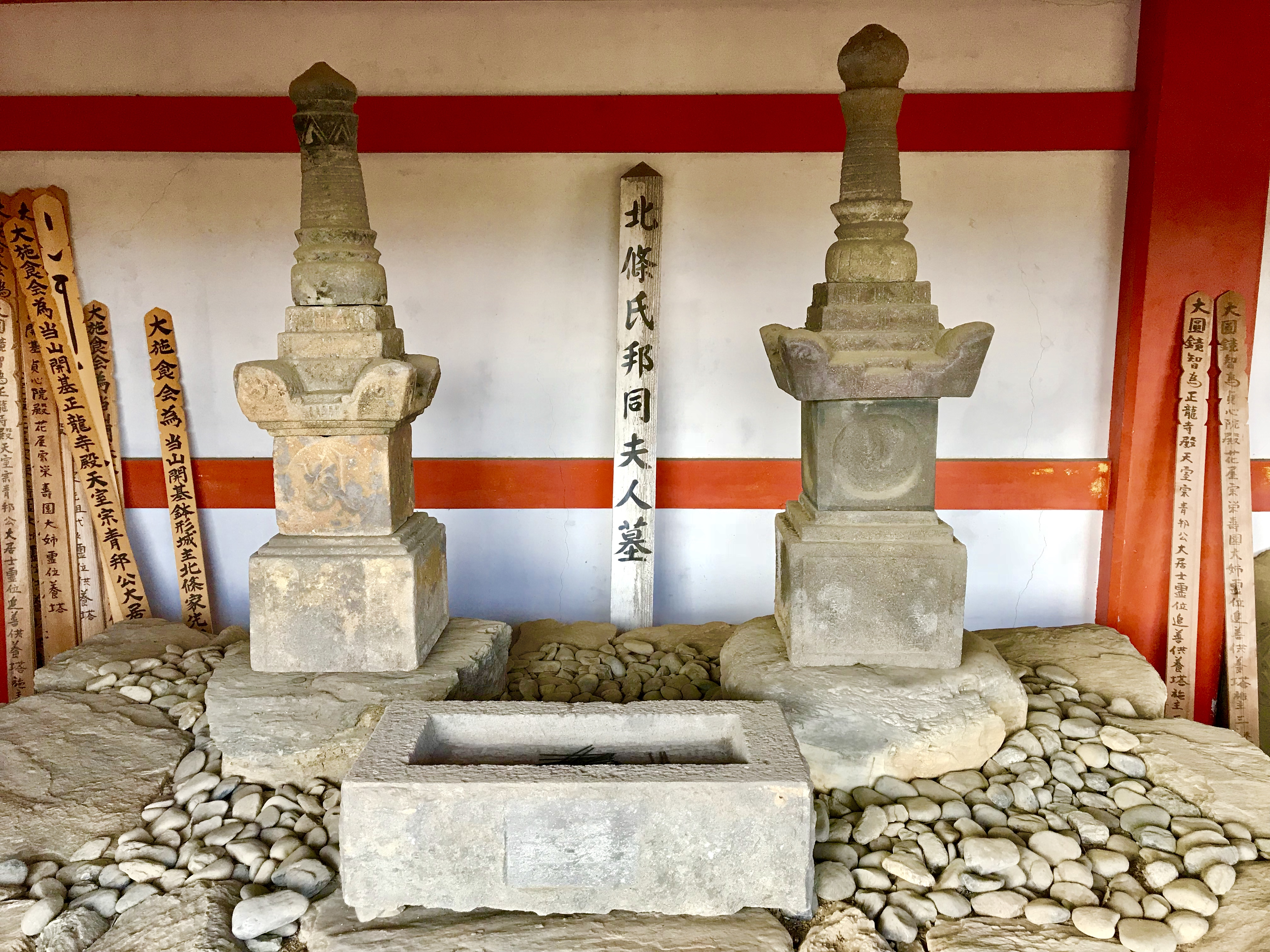
北条氏邦夫妻

鉢形城主だった北条氏邦との由縁が深い事が重要視されており、催事が企画される事もある

## 歴史

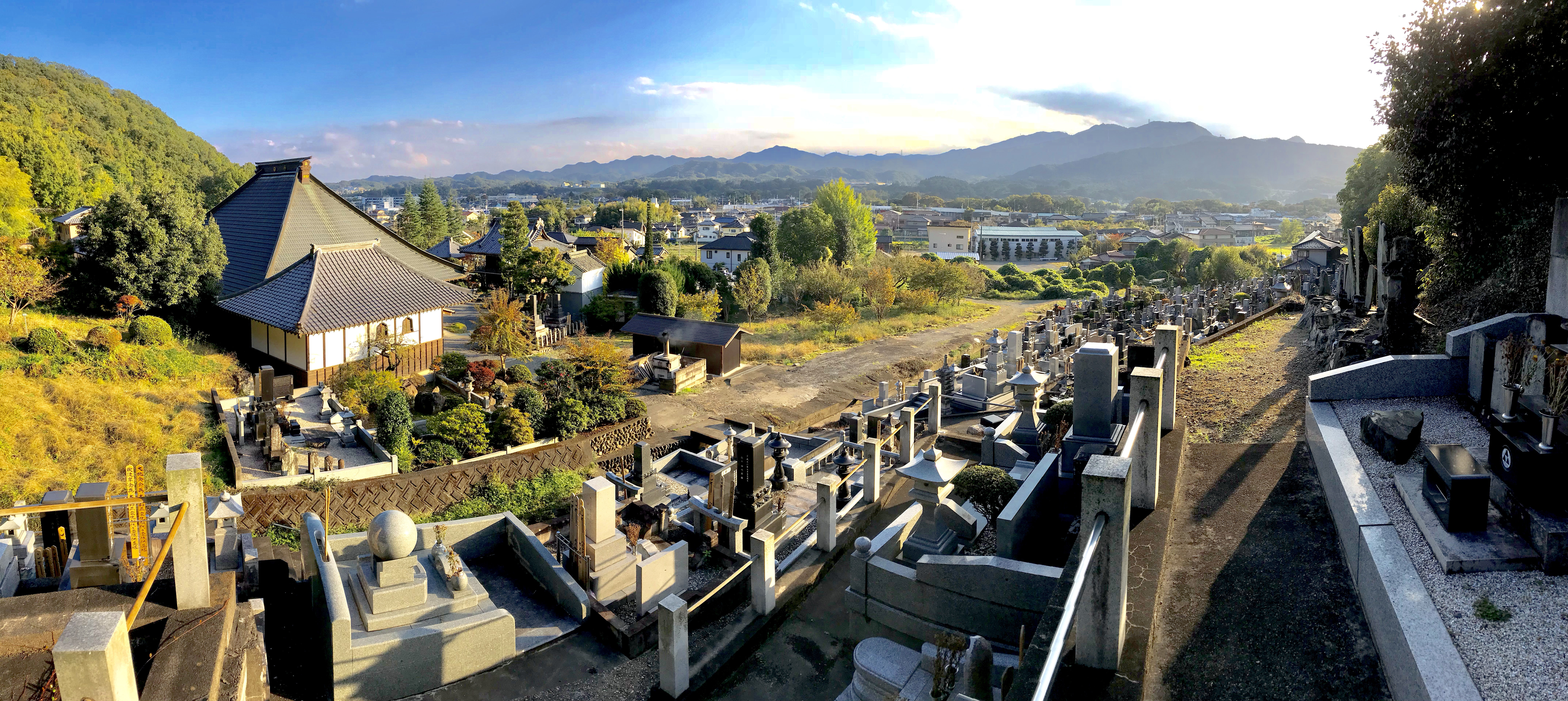
寺院内墓地から本堂と市街を見下ろす

12世紀中頃に藤田氏初代・猪俣政行が高嶺山に箱根権現を祀ったのが始まりとされる。1187年、寺院近くにあった花園城下の湖に青龍が棲み着いたとする逸話に基づき、臨済宗の僧實翁和尚が1348年に青龍寺と号した。
藤田氏十五代の康邦が開基となって、1532年に乾翁瑞元和尚の教化のもとに創建され、後に康邦の養子である北条氏邦の帰依を得て大きく栄えた。
氏邦が北関東支配の拠点としていた鉢形城は豊臣秀吉による小田原征伐の標的となり、前田利家・上杉景勝らの北国軍(3万以上)との一ヶ月に及ぶ籠城戦を繰り広げたのち、正龍寺において開城の合意が交わされた。
青龍寺は昌龍寺と改号された後、徳川家康入幕後の1591年に正龍寺に改号された。